# زالاچانی
زالاچانی (به مجاری:  Zalacsány) یک منطقهٔ مسکونی در مجارستان است که در ناحیه کست‌هی واقع شده‌است.